# Chloroclystis admixtaria
Gymnoscelis admixtaria là một loài bướm đêm trong họ Geometridae.